# Pero marmoratus
Pero ancetaria là một loài bướm đêm trong họ Geometridae.